# Stará synagoga v Liberci
Neorenesanční synagoga v Liberci, místními nazývána jako Stará, stávala severně od radnice a divadla. Její věž, vysoká 39 metrů, byla nejvýše sahající věží ve městě a stavba samotná byla jednou z jeho dominant. Synagoga padla za oběť antisemitské hysterii, když ji liberečtí Němci za Křišťálové noci z 9. na 10. listopadu 1938 vypálili do základů. Na jejím místě dnes stojí liberecká knihovna a tzv. Nová synagoga.

## Stručná historie Židů v Liberci

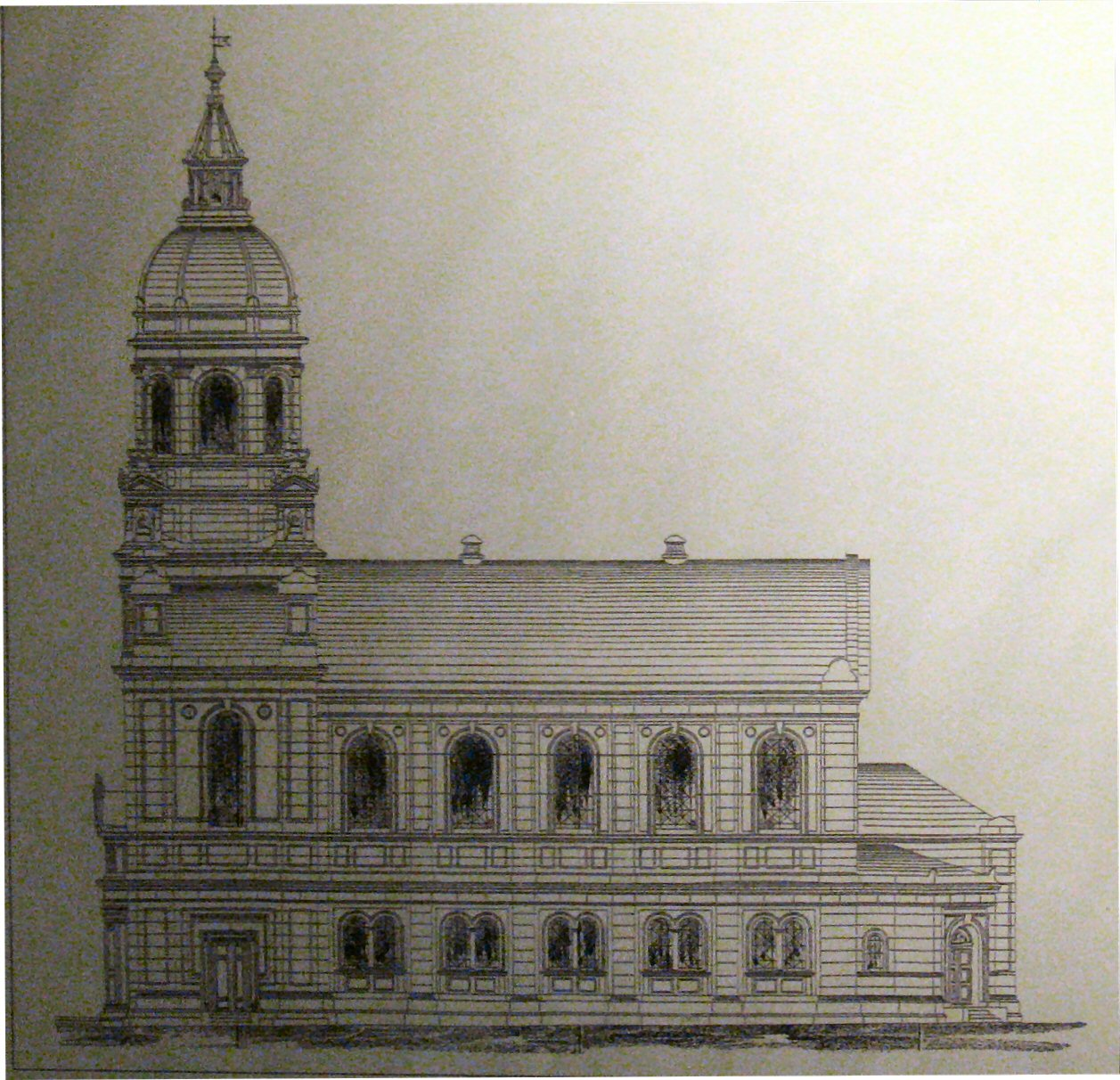
Architektonický plán od arch. Karla Königa

Ojedinělé židovské rodiny žily na území moderního Liberce snad už ve 14. a 15. století, ale až do začátku 19. století nesměli mít trvalý pobyt ve městě (roku 1799 byli dokonce Židé z celého libereckého panství vypovězeni). Rozkvět židovské obce v Liberci nastal až na přelomu 18. a 19. století, kdy se židovští obchodníci rychle uchytili na místním trhu s textiliemi. Roku 1823 žilo v Liberci už 6 trvale usazených židovských rodin a počet (zejména po roce 1848 trvale vzrůstal; roku 1869 je to 314 osob židovského vyznání (1 % obyvatel), roku 1930 stoupl počet židovských obyvatel hlásících se ke svému původu na 1392 osob (3 %). Dá se ale předpokládat, že jich bylo více, nicméně při sčítání lidu uvedli „národnost česká“ či „německá“, nebo do kolonky náboženství „bez vyznání“.
Náboženský spolek byl ustaven roku 1863 (1861 zřízena první modlitebna, roku 1872 ustavena samostatná ŽNO. Mezi lety 1888 a 1891 sloužil jako rabín židovské obce v Liberci Adolf Poznanski. 
Po 2. světové válce byla obec obnovena a již roku 1946 se k ní hlásilo 1211 osob židovského vyznání (37 starousedlíků, kteří přežili koncentrační tábory, a 1174 poválečných osídlenců – mezi nimi i 182 příslušníků čs. zahraničních vojenských jednotek). V 80. letech 20. století ŽNO změněna na synagogální sbor, po roce 1989 tento opět přeměněn na samostatnou obec.
Dnešní židovská obec v Liberci má okolo 100 členů, většinou přeživších šoa.

## Stavba synagogy

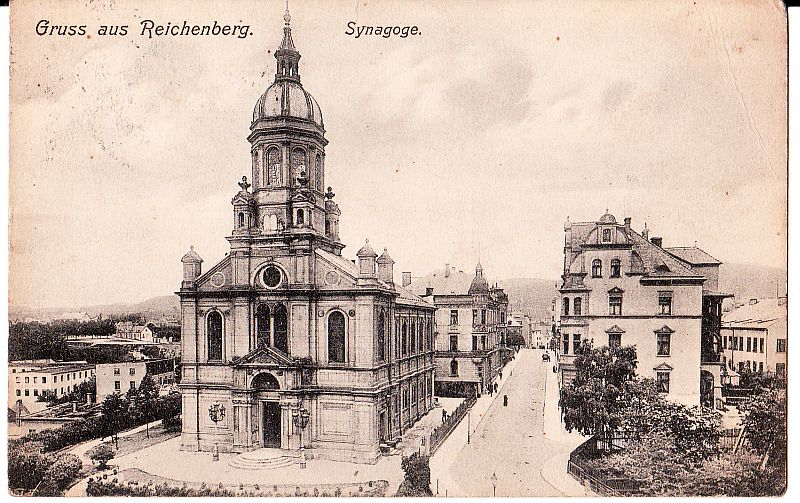
Dobová pohlednice synagogy

V porovnání s ostatními obcemi stejné velikosti a důležitosti byla liberecká synagoga postavena relativně pozdě, a to až roku 1889. Předtím se tamní kongregace scházela postupně ve třech obytných domech upravených k bohoslužebným účelům. První oficiální podnět k postavení synagogy dal ve svém spise roku 1875 člen obce Wilhelm Winterberg, roku 1883 byl při příležitosti výročního zasedání představitelů ŽNO ustaven přípravný výbor pro postavení synagogy. Rok poté, roku 1884, bylo na zasedání výboru přijato usnesení o nákupu parcely severně od náměstí o rozloze 8746 m2, která měla posloužit nejen ke stavbě synagogy, ale počítalo se i s vybudováním reprezentativní okrasné zahrady. Byla vypsána architektonická soutěž, do které se přihlásili mj. i dva velice význační architekti té doby, Max Fleischer a prof. Karl König z Vídně. Roku 1891 byl zahájen projekt (architektem byl v Bratislavě narozený Vídeňan židovského původu Wilhelm Stiassny. Základní kámen byl slavnostně položen 10. dubna 1892. Hotová stavba pro 280 věřících v tehdy módním maurském stylu se secesními prvky byla slavnostně zasvěcena již 28. září téhož roku.

## Zánik
Jak píše server holocaust.cz:
| „ | Liberec se po Mnichovské dohodě stal hlavním městem nové říšské župy Sudety a sídlem Konrada Henleina. Z dostupných pramenů je zřejmé, že „arizace“ židovského majetku a vyhánění Židů zde probíhalo velmi rychle. Již před „křišťálovou nocí“ velká část zdejších Židů utekla do vnitrozemí, synagoga již byla uzavřena. 11. listopadu 1938 v ranních hodinách byla vypálena synagoga postavená v neorenesančním slohu na velmi reprezentativním místě v centru čerstvě přestavěného Liberce v letech 1887–88. Fotografie ukazují zástup přihlížejících, kteří požár synagogy sledovali. Trosky synagogy byly strženy v roce 1939, na jejím místě vzniklo parkoviště. V současnosti na místě bývalé synagogy stojí moderní Krajská vědecká knihovna, v jejímž rohu se též nachází malá synagoga, jež slouží současné židovské obci v Liberci, připomíná bývalý význam židovské komunity v tomto městě a v neposlední řadě i událostí „křišťálové noci“. | “ |